# Friedrich Ernst Wagner
Friedrich Ernst Wagner (* 24. Juni 1796 in Grobin; † 1872) war ein russischer Generalleutnant.

## Leben
Nach dem Besuch des Gymnasiums illustre in Mitau studierte Friedrich Ernst Wagner von 1814 bis 1815 an der Kaiserlichen Universität Dorpat, von 1815 bis 1816 an der Universität Berlin, von 1816 bis 1817 an der Universität Göttingen und von 1817 bis 1819 an der Universität Heidelberg Rechtswissenschaften. Während seines Studiums wurde er Mitglied der Curonia Dorpat und 1817 des Corps Curonia Heidelberg. Nach Abschluss des Studiums schlug er die Offizierslaufbahn im russischen Militär ein, wo er bis zum Generalleutnant aufstieg. Zuletzt befehligte er die 2. Abteilung der Schwarzmeerküstenlinie. Er besaß ein Gut im Gouvernement Cherson, auf dem er wohl auch starb.

## Auszeichnungen
1838 wurde Wagner mit dem Russischen Orden des Heiligen Georg 4. Klasse ausgezeichnet.